# ハインツ・ティーセン
リヒャルト・グスタフ・ハインツ・ティーセン（Richard Gustav Heinz Tiessen, 1887年4月10日 - 1971年11月29日）は、ドイツの作曲家。

## 経歴
ケーニヒスベルク（現在のカリーニングラード）出身。ベルリン大学とベルリン市立音楽院に入学し、作曲と音楽理論を学ぶ。1911年から1917年まで音楽評論を行い、1918年に民衆劇場（フォルクスビューネ）のカペルマイスター兼作曲家となり、1925年から1945年の間までベルリン音楽大学（現在のベルリン芸術大学）で音楽理論と作曲を教えた。またISCMのドイツ支部の創設者のひとりである。彼の音楽はナチス・ドイツ時代にはナチス政権によって「不適切」と分類された。第二次世界大戦後はほとんど作曲をしなくなったが、1955年にベルリン音楽大学の作曲・音楽理論学部の学部長となった。著名な教え子にエドゥアルト・エルトマン、笈田光吉、セルジュ・チェリビダッケがいる。
作品には2つの交響曲、劇付随音楽、管弦楽曲、室内楽曲、ピアノ曲、オルガン曲、歌曲、合唱曲などがある。初期の作品はリヒャルト・シュトラウスの影響が色濃いが、1918年以降は表現主義音楽に傾斜していった。

## 作品
- 交響曲第1番（1910年 - 1911年）
- 交響曲第2番「死してなれ」（1911年 - 1912年）
- ハムレット組曲（1919年 - 1921年）
- ピアノのための3つの小品（1923年）
- 舞踊劇「サランボー」（1924年）
- ピアノと管弦楽のための協奏的変奏曲（1961年）

## エピソード
- ベルリン・フィルハーモニー管弦楽団の首席指揮者のポストがレオ・ボルヒャルトの事故死により空席となったとき、チェリビダッケにオーディションを受けるよう勧めたのはティーセンだったといわれる。
- またベルリン・フィルを指揮して得意の絶頂にあったチェリビダッケに「効果だけを狙いすぎている」と苦言を呈し、それがきっかけでチェリビダッケはテレマンの『ターフェルムジーク』などのシンプルな形の音楽から勉強をやり直した、と語っている。一匹狼のチェリビダッケさえも言うことを聞かせる、というところにその人格者ぶりがうかがえる。
- 名前が、同時代のバイロイトの実力者ハインツ・ティーチェンと似ているが、全く別人である。